# Вернељио (Асти)
Вернељио је насеље у Италији у округу Асти, региону Пијемонт.
Према процени из 2011. у насељу је живело 132 становника. Насеље се налази на надморској висини од 185 м.